# Roderick Carr
Charles Roderick Carr, né le 31 août 1891 à Feilding et mort le 15 décembre 1971 à Bampton, était un aviateur et militaire britannique.
Il participa à la Première Guerre mondiale et la Seconde Guerre mondiale, faisant entretemps partie de l'expédition Shackleton-Rowett avec Ernest Shackleton.
Anobli, il était aussi décoré de l'Ordre de l'Empire britannique, de l'Ordre du Bain, de la Distinguished Flying Cross et de l'Air Force Cross.
Il fut King of Arms of the Order of the British Empire (en) de 1947 à 1968.